# Suslic de Uinta
El suslic de Uinta (Urocitellus armatus) és una espècie de rosegador esciüromorf de la família dels esciúrids, nadiu de l'oest dels Estats Units.

## Descripció
El suslic de Uinta és un suslic d'una grandària moderada que fa entre 28 i 30 cm de longitud. Pesen aproximadament 210 g quan emergeixen de la hibernació, una xifra que va augmentant constantment fins que estan llestos per a hibernar de nou a la tardor. La seva pell és de color entre marró i canyella, i és més pàl·lid a la part inferior i gris als costats del cap i el coll. La cua fa entre 6 i 8 cm, és de color d'ant amb una part inferior gris, i es diferencia de l'ocre o de color vermellós que es troba en espècies estretament relacionades, com ara el suslic de Belding o el suslic elegant. Les femelles tenen deu mugrons.